# آق‌بلاغ خالد
آق‌بلاغ خالد یک روستا در ایران است که در استان آذربایجان غربی واقع شده‌است.